# 麦迪逊 (亚拉巴马州)
麦迪逊（英語：Madison）是位于美国亚拉巴马州莱姆斯通县和麦迪逊县的一座城市。
根据2000年美国人口普查，麦迪逊共有29,329人，其中白人占80.15%、非裔美国人占13%、亚裔美国人占3.51%。